# Hội Khoa học Kỹ thuật Đúc Luyện kim Việt Nam
Hội Khoa học Kỹ thuật Đúc Luyện kim Việt Nam, Hội KHKT Đúc-Luyện kim Việt Nam hay Hội Đúc Luyện kim Việt Nam là tổ chức xã hội nghề nghiệp phi lợi nhuận của những người và các tổ chức hoạt động nghiên cứu giảng dạy hay sản xuất liên quan đến Đúc Luyện kim tại Việt Nam. Hội là thành viên của Liên hiệp các Hội Khoa học và Kỹ thuật Việt Nam.
Hội dịch tên ra tiếng Anh là Vietnam Foundry and Metallurgy Sciences and Technology Association, viết tắt là VFMSTA .
Điều lệ Hội hiện hành được Bộ Nội vụ phê duyệt tại Quyết định số 57/2003/QĐ-BNV ngày 17/9/2003 .
Văn phòng Hội đặt tại số 91 đường Láng Hạ, phường Láng Hạ, quận Đống Đa, thành phố Hà Nội .
Hội Khoa học Kỹ thuật Đúc Luyện kim xuất bản Tạp chí Khoa học và Công nghệ Kim loại .